# Надіївка (Самарівський район)
Надіївка (до 2025 — Надеждівка) — село в Україні, в Губиниській селищній територіальній громаді Самарівського району Дніпропетровської області. Населення 354 особи (перепис 2001).

## Географія
Село розташоване за 2,5 км від села Тарасове. У селі бере початок річка Баркова. Через село проходить автомобільна дорога Т 0422.

## Населення

### Мова
Розподіл населення за рідною мовою за даними перепису 2001 року:
| Мова            | Кількість | Відсоток |
| --------------- | --------- | -------- |
| українська      | 316       | 89.27 %  |
| російська       | 35        | 9.88 %   |
| інші/не вказали | 3         | 0.85 %   |
| Усього          | 354       | 100 %    |